# Borisovi kamni
Borisovi kamni ( belorusko Барысавы камяні; rusko Борисовы камни), imenovani tudi Kamni Dvine (rusko Двинские камни), je izraz namenjen sedmim srednjeveški zgodovinskim predmetom,  postavljenih ob bregu Zahodne Dvine med mestoma Polock in Drisa v Belorusiji. Kamni so verjetno nastali pred obstojem krščanstva, v 12. stoletju pa so vklesali v njih besedilo in podobo križa in Kristusa. Največji od kamnov obsega 17 metrov.  
Ugotovili so, da so niso vsi kamni s takšnimi lastnostmi. Značilen pa je vklesan razmeroma velik križ in precej običajni simboli grškega pisanja, ki označujejo Kristusovo zmagoslavje, vstajenje, večinoma je tudi omenjen Boris (krščen kot). 
Prva izjema je kamen s podobnimi lastnostmi, ki se nahaja precej stran od brega, a velja za Borisov kamen. 
Druga izjema so kamni, ki so jih ugotovili naknadno kot Borisove kamne, enega od teh so našli tudi na rečnem dnu, a je razpadel ob poskusu odstranitve na tri dele. Dva so baje celo razstrelili in uporabili za cestogradnjo po drugi svetovni vojni.   
Tri kamne so cele odnesli v muzejsko varstvo in se tako nahajajo v Minsku, Polocku in Kolomensku (blizu Moskve).